# Adolf Keltsch
Adolf Keltsch (* 13. März 1897 in Tröstau; † 12. Januar 1975 in München) war ein deutscher Jurist und Präsident des Bayerischen Obersten Landesgerichts.

## Leben und Wirken
Keltsch studierte Rechtswissenschaften an der Universität München. Von 1916 bis 1918 nahm er zuletzt als Leutnant der Reserve in Diensten der Bayerischen Armee am Ersten Weltkrieg teil und erhielt als solcher den Militärverdienstorden IV. Klasse mit Schwertern. 1922 wurde Keltsch von der Universität Würzburg mit der Schrift „Der Eigentumserwerb bei der Einkaufskommission“ zum Dr. iur. promoviert. Nach Abschluss seiner juristischen Ausbildung war er ab 1924 als Amtsanwalt in Obermoschel tätig, 1925 wechselte er als Staatsanwalt an die Staatsanwaltschaft Aschaffenburg. 1928 wurde er Richter am Amtsgericht Aschaffenburg. Nach einer Tätigkeit als Staatsanwalt an der Staatsanwaltschaft München I 1933 wurde Keltsch 1934 Richter am Landgericht München I. Von 1937 bis 1939 war er bei der Reichsstaatsanwaltschaft in Leipzig tätig, zunächst als wissenschaftlicher Hilfsarbeiter, seit 1938 als Landgerichtsdirektor und seit 1. Juni 1939 als Oberstaatsanwalt. Kurz nach Beginn des Zweiten Weltkrieges wurde Keltsch zum Wehrdienst einberufen. Er war bis Kriegsende als Truppenoffizier eingesetzt, zuletzt als Major der Reserve.
Nach der Entlassung aus der Kriegsgefangenschaft wurde Keltsch 1946 Richter am Landgericht Aschaffenburg. 1949 wurde er zum Präsidenten eines Senats am Oberlandesgericht Bamberg ernannt. 1954 wurde er Senatspräsident am Bayerischen Obersten Landesgericht. Vom 1. März 1956 bis zu seinem Eintritt in den Ruhestand am 31. März 1962 war Keltsch schließlich Präsident des Bayerischen Obersten Landesgerichts.